# Ascovirgaria
Ascovirgaria es un género de hongos en la familia Xylariaceae. Es un género monotípico y contiene la especie Ascovirgaria occulta.